# DeeDee Trotter
Pour les articles homonymes, voir Trotter.
De'Hashia « DeeDee » Trotter (née le 8 décembre 1982 à Twentynine Palms) est une athlète américaine spécialiste du 400 mètres.

## Biographie
Étudiante à l'Université du Tennessee, elle se révèle durant la saison 2003 en se classant deuxième des Championnats NCAA en salle puis en prenant la troisième place des Championnats des États-Unis en plein air. Elle fait ses débuts sur la scène internationale à l'occasion des Jeux panaméricains de 2003 de Saint-Domingue où elle remporte la médaille d'or du relais 4 × 400 mètres avec ses coéquipières américaines. Sélectionnée pour les Championnats du monde 2003 se déroulant au Stade de France de Saint-Denis, DeeDee Trotter est éliminée en demi-finale du 400 mètres avec le temps de 51 s 68. Elle dispute les séries du relais 4 × 400 mètres et permet à l'équipe des États-Unis de se qualifier pour le tour suivant. 
En 2004, Trotter remporte la finale du 400 mètres des Championnats universitaires en 50 s 32 puis se classe troisième des sélections américaines pour les Jeux olympiques d'Athènes. Lors de cette compétition, elle se classe cinquième de l'épreuve individuelle (50 s 00), et s'adjuge par ailleurs le titre olympique du relais 4 × 400 mètres en compagnie de Monique Henderson, Sanya Richards et Monique Hennagan, devançant de près d'une seconde la Russie et de près de trois secondes la Jamaïque. 
Elle descend pour la première fois de sa carrière sous la barrière des cinquante secondes au 400 m à l'occasion des championnats nationaux en plein air de Carson, terminant deuxième de la course en 49 s 88. Elle signe son premier succès lors d'une épreuve du circuit international à Helsinki en 50 s 39, elle se classe cinquième des Championnats du monde 2005 (51 s 14) et troisième de la Finale mondiale d'athlétisme à Stuttgart.
Fin juin 2012, lors des sélections olympiques américaines de Eugene, elle obtient sa qualification pour les Jeux de Londres en terminant deuxième de l'épreuve du 400 m en 50 s 02, derrière Sanya Richards-Ross et devant Francena McCorory.
Elle obtient la médaille de bronze sur 400 mètres aux Jeux de Londres le 5 août, devancée par sa compatriote Sanya Richards-Ross et par la Britannique Christine Ohuruogu. Elle remporte en fin de compétition le titre olympique du relais 4 × 400 m aux côtés de Allyson Felix, Francena McCorory et Sanya Richards-Ross. L'équipe des États-Unis s'impose en 3 min 16 s 87, devant la Russie et la Jamaïque.
Elle met un terme à sa carrière en juillet 2016 lors des sélections olympiques américaines.

## Palmarès
| Date | Compétition                    | Lieu     | Résultat | Épreuve   |
| ---- | ------------------------------ | -------- | -------- | --------- |
| 2003 | Championnats du monde          | Paris    | 1re      | 4 × 400 m |
| 2004 | Jeux olympiques                | Athènes  | 5e       | 400 m     |
| 2004 | Jeux olympiques                | Athènes  | 1re      | 4 × 400 m |
| 2005 | Championnats du monde          | Helsinki | 5e       | 400 m     |
| 2007 | Championnats du monde          | Osaka.   | 5e       | 400 m     |
| 2007 | Championnats du monde          | Osaka.   | 1re      | 4 × 400 m |
| 2010 | Championnats du monde en salle | Doha     | 1re      | 4 × 400 m |
| 2012 | Jeux olympiques                | Londres  | 3e       | 400 m     |
| 2012 | Jeux olympiques                | Londres  | 1re      | 4 × 400 m |
| 2014 | Relais mondiaux de l'IAAF      | Nassau   | 1re      | 4 × 400 m |

## Records
| Épreuve | Performance | Lieu         | Date         |
| ------- | ----------- | ------------ | ------------ |
| 400 m   | 49 s 64     | Indianapolis | 23 juin 2007 |